# 俞陛云

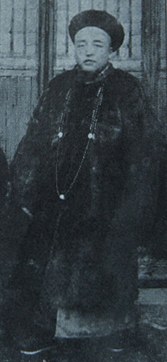
俞陛云

俞陛云（1868年—1950年10月12日），字阶青，号乐静居士，浙江德清人。中国近代学者，

## 生平
生于苏州。光绪二十四年（1898年）殿试中一甲第三名進士（探花），授翰林院编修。光緒二十九年（1903年）癸卯經濟特科进士。
后曾任浙江省图书馆监督、清史馆协修，撰《清史稿》之〈兵志〉與部分列傳。
著有《蜀（输）诗纪》、《小竹里馆吟草》、《乐静吟》、《诗境浅说》、《诗境浅说续编》、《唐五代两宋词选释》、《清代闺秀诗话》等。

## 家族
祖父俞樾，清末朴学大师。
原配妻彭見貞，其祖父两江总督、兵部尚書剛直公彭玉麟（著有《彭刚直诗集》，俞樾序）。子俞平伯。

## 外部連結
- 俞潤民，俞陛雲傳略